# サイオン・tC

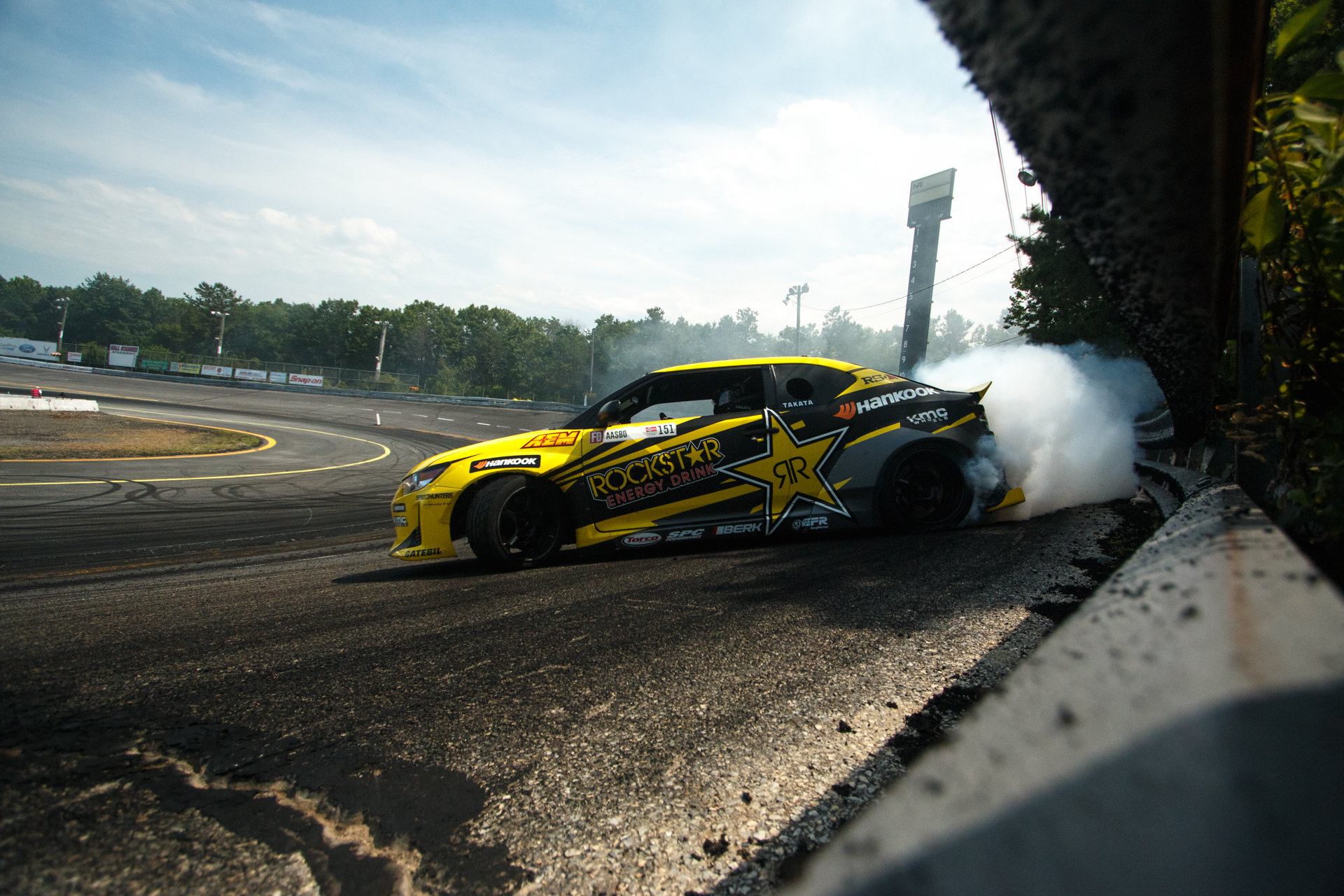
フォーミュラ・ドリフトに参戦するtC（2015年）

サイオン・tCは、トヨタ自動車がかつて北米で若年層（ジェネレーションY）をターゲットとして展開していたブランド「サイオン（SCION）」にて販売していたクーペである。

## 概要
サイオンブランドとしては初の専用モデルで、北米ではトヨタブランドの「セリカ」の事実上の後継車という扱いである。生産工場は、愛知県豊田市にあるトヨタ自動車の堤工場が担当していた。

## 初代 ANT10型（2004年 - 2010年）
サイオンブランドの新規車種として2004年のデトロイトショーで発表され、同年6月にカナダ及びアメリカ合衆国（準州等の海外領土を含む）地域で、販売を開始した。ANT10型は、「サイオン」ブランドの専用販売車で、「トヨタ」等、他のブランドや北米地域以外での国や地域への販売は行われなかった。
プラットフォームは、カルディナ（T240系…同型のシャシーは「アベンシス」の2代目モデルも採用する）と共有し、tc用に補強と改良が新たに加えられている。また、エンジンはカムリと同じ2.4Lの2AZ-FE型を搭載し、5速マニュアルトランスミッションを搭載している。
クルーズコントロール、17インチタイヤ＋アルミホイール、ABS、イモビライザーを標準装備し、2万ドル（2009年モデルのMT車では$17,670）を切る低価格を売りにしている。
またトヨタワークスのTRD（TRD-USA）からは、「tc」専用のサスペンションパーツやスーパーチャージャーなど、チューニングパーツが数多くリリースされており、これら以外にも社外品チューニングパーツが数多くリリースされており、チューニングカー需要も高い。
モータースポーツ活動としては、フォーミュラ・ドリフトの参戦車輌として用いられている。但し、車輌の大改造を施した仕様となっている（前輪駆動/横置きNAエンジン⇒後輪駆動/縦置きターボエンジン）。

### リリース・シリーズ
毎年リリース・シリーズ（Release Series 、略称:RS）が発売されているが、1販売店につき2~3台程度と販売台数が限られている。ボディカラーはそれぞれ1色のみの設定となっている。
2005
- tC RS 1.0
  - 2500台限定
  - Absolutely Red（赤色）をボディカラーに採用。

2006
- tC RS 2.0
  - 2600台限定
  - Blue Blitz Mica（青色）をボディカラーに採用。

2007
- tC RS 3.0
  - 2500台限定
  - ブリザードパール（白色）をボディカラーに採用。

2008
- tC RS 4.0
  - 2300台限定
  - グレーマイカを採用。

2009
- tC RS 5.0
  - 2000台限定
  - 光沢のあるブラックをボディカラーに採用。また、TRD製パーツを採用しよりスポーティな仕様となっている。シートはブラックで赤いステッチが入れられている[2]。

2010
- tC RS 6.0
  - 1100台限定
  - ボディカラーはメタリックブルーで、専用のストライプや専用エンブレム（RS6.0と書かれる）が装着されている。シートもブルーとブラックのツートンとなっている[3]。

## 2代目 AGT20型（2011年 - 2016年）
2010年のニューヨークモーターショーにて、ワールドプレミアが行われた。エクステリアデザインは、「ヘルメット」がそのヒントとなっており、2006年に公開されたコンセプトカー「FUSE」の影響を強く受けている。その結果、流線型の先代から一転してスクエアな形状へ変化した。
パワートレーンとプラットフォームは新規開発となっており、エンジンにはデュアルVVT-iを搭載して新型のインテークマニホールドとスポーツエグゾーストを装備し、最大出力は180PSで最大トルクは23.9kgf·mを発生する新世代のトヨタAR型（2AR-FE）2.5L直列4気筒を採用した。また、トランスミッションは新設計の6速ATと6速MTを組み合わせる。さらに、アルミホイールは先代より1インチ大きい18インチを採用する。
インテリアでは、下方が、平らに成型されたハンドルやスポーツシートを搭載。また、後部座席には6対4式分割可倒式のシートが搭載されている。他にも8個のエアバッグやVSC、トラクションコントロールや、先代同様にサンルーフなども標準装備している。中国や中東ではトヨタ・ゼラスとして発売された。

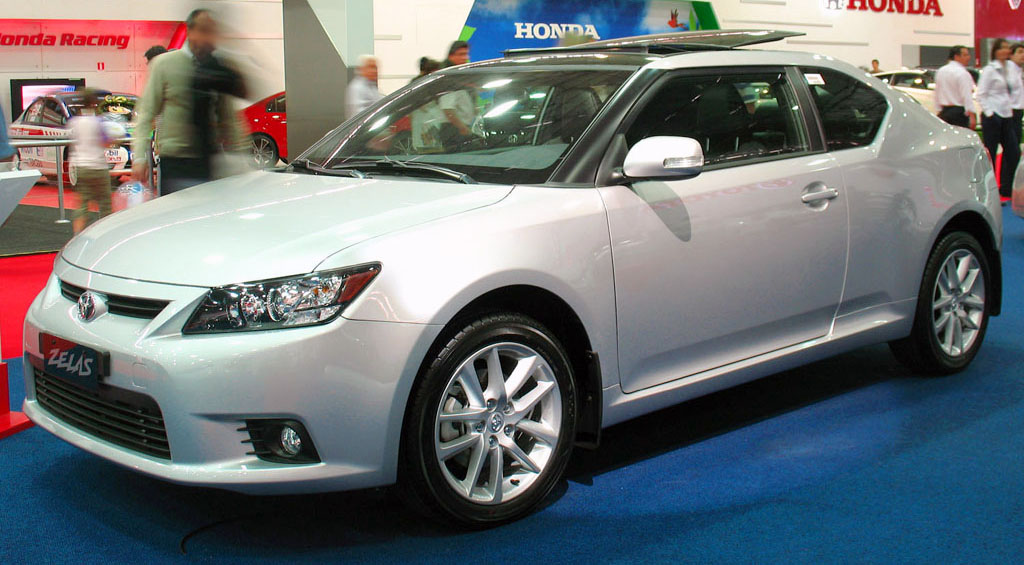
中国・UAE名のトヨタ・ゼラス
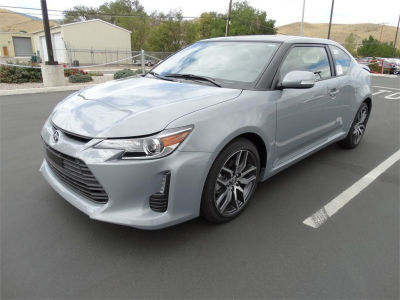
後期モデルフロント(2014年仕様)

- 2014年8月より堤工場から高岡工場へ生産を移管した。
- 2016年2月、同年8月末を持ってサイオンブランドが廃止されるのと同時に本車の北米向けの販売終了(他のサイオンブランド車と違い、トヨタブランドへの移行もない)が予告された。
- 2016年9月、販売終了。既存のFRスポーツクーペである86が間接上の代替車種となる。ただし、中国向けのゼラスについてはこれまで通り継続生産・販売される。
- 2017年12月、中国向けのゼラスが販売終了。既存の11代目カローラセダン（E170型）の同型車種である初代レビン（E170L型）が間接上の代替車種となる。